# Dmytro Mijai
Dmytro Valeriyovych Mijai –en ucraniano, Дмитро Валерійович Міхай– (Jersón, URSS, 27 de febrero de 1990) es un deportista ucraniano que compitió en remo.
Ganó dos medallas en el Campeonato Mundial de Remo, en los años 2014 y 2018, y dos medallas en el Campeonato Europeo de Remo, en los años 2014 y 2015.
Participó en dos Juegos Olímpicos de Verano, en los años 2012 y 2016, ocupando el sexto lugar en Río de Janeiro 2016, en la prueba de cuatro scull.

## Palmarés internacional
| Campeonato Mundial | Campeonato Mundial       | Campeonato Mundial | Campeonato Mundial |
| Año                | Lugar                    | Medalla            | Prueba             |
| ------------------ | ------------------------ | ------------------ | ------------------ |
| 2014               | Ámsterdam (Países Bajos) | Medalla de oro     | Cuatro scull       |
| 2018               | Plovdiv (Bulgaria)       | Medalla de bronce  | Cuatro scull       |
| Campeonato Europeo |                          |                    |                    |
| Año                | Lugar                    | Medalla            | Prueba             |
| 2014               | Belgrado (Serbia)        | Medalla de oro     | Cuatro scull       |
| 2015               | Poznań (Polonia)         | Medalla de plata   | Cuatro scull       |